# Нарышкина, Марина Осиповна
Марина Осиповна Нарышкина, урождённая Закревская (20 июля 1741 — 28 июля 1800) — статс-дама; жена обер-шталмейстера Льва Александровича Нарышкина.

## Биография
Марина Закревская родилась 20 июля 1741 года; первенец в семье малороссийского генерального обозного Осипа Лукьяновича Закревского и казачки Анны Григорьевны (урождённой Разумовской) (1722—1758).

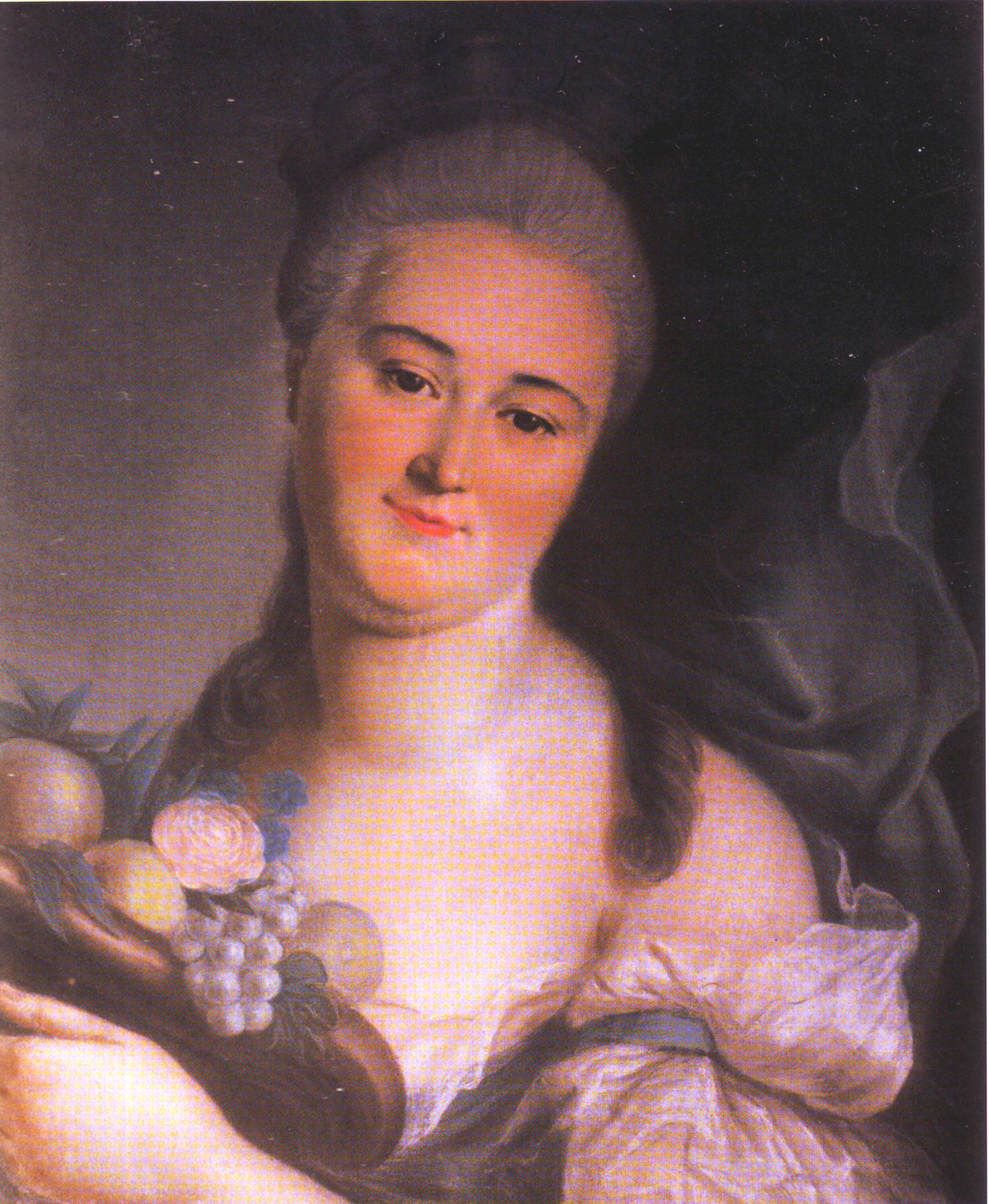
Марина Закревская
(худ. Самсуа, Жан-Франсуа)

В 1746 году императрица Елизавета Петровна пригласила в Петербург всех племянников и племянниц графа Разумовского. Они были помещены во дворце. К ним была приставлена мадам Шмит, жена придворного трубача, позже гофмейстерина. Не только граф Алексей Разумовский, но и сама императрица любила и ласкала их, что подавало повод к разным слухам об их происхождении. Особенно императрица полюбила сестер Закревских, Марину и Софью.
В 1755 году Марина была взята ко двору и стала фрейлиной; благодаря своей красоте и покровительству великой княгини Екатерины Алексеевны, она очень скоро вышла замуж за Льва Александровича Нарышкина. Устроила эту свадьбу сама Великая Княгиня, которая в записках своих очень подробно рассказывает о всех перипетиях этого сватовства.
В один из четвергов к концу масленой, когда у нас был бал, я уселась между невесткой Льва Нарышкина и её сестрой Сенявиной, и мы смотрели, как танцует менуэт Марина Осиповна Закревская, фрейлина императрицы, племянница графов Разумовских; она тогда была ловка и легка, и говорили, что граф Горн в неё сильно влюблен; но так как он был всегда влюблён в трёх женщин сразу, то он ухаживал также за графиней Марией Романовной Воронцовой и за Анной Алексеевной Хитрово, тоже фрейлиной Её Императорского Величества.
Мы нашли, что первая танцует хорошо и довольно мила собой; она танцевала со Львом Нарышкиным. По этому поводу его невестка и сестра рассказали мне, что его мать поговаривает о том, чтобы женить Льва Нарышкина на девице Хитрово, племяннице Шуваловых по матери… Ни Сенявиной, ни её невестке вовсе не было дела до родства с Шуваловыми, которых они не любили, как я уже раньше это сказала; что касается Льва, он и не знал, что мать думает его женить; он был влюблён в графиню Марию Воронцову, о которой я только что упоминала. Услышав это, я сказала Сенявиной и Нарышкиной, что нельзя допускать этого брака, который устраивала его мать, с девицей Хитрово, а её никто терпеть не мог, потому что она была интриганка, сплетница и пустая крикунья, и что, для того чтобы покончить с подобными планами, надо дать Льву в жены кого-нибудь в нашем духе, и для этого выбрать вышеупомянутую племянницу графов Разумовских…
Свадьба состоялась 22 февраля 1758 года и была отпразднована с необыкновенной торжественностью. Накануне императрица Елизавета Петровна лично присутствовала на девичнике Марины Осиповны в Аничковом дворце. После замужества Нарышкина всецело отдалась семейной жизни и устройству и управлению обширными поместьями своего супруга, не покидая вместе с тем и двора и пользуясь все время расположением Императрицы Екатерины. Император Павел также благоволил к семье Нарышкиных и 5 апреля 1797 года Марина Осиповна была пожалована в статс-дамы и была награждена орденом Святой Екатерины II степени.
В 1799 году, незадолго до её смерти, Гавриил Романович Державин написал стихи на её день рождения.
Марина Осиповна скончалась 28 июля 1800 года в городе Санкт-Петербурге и была похоронена в Александро-Невской лавре.

## Дети
В браке Нарышкины имели 2 сыновей и 5 дочерей:
- Александр Львович (1760—1826), обер-гофмаршал, обер-камергер. Был женат на фрейлине и статс-даме Марии Алексеевне Сенявиной (1762—1822).
- Наталья Львовна (1761—1819), фрейлина, с 1781 года замужем за графом И. А. Соллогубом (ум. 1812);
- Екатерина Львовна (1762—1820), фрейлина, с 1782 года замужем за графом Ю. А. Головкиным (1762—1846).
- Дмитрий Львович (1764—1838), обер-егермейстер. Был женат на известной красавице и фаворитке княжне Марии Антоновне Святополк-Четвертинской (1779—1854).
- Анна Львовна (05.07.1766[10]—1826), крещена 7 июля 1766 в Казанском соборе при восприемстве брата Александра и бабушки Е. А. Нарышкиной; фрейлина, была замужем с 14 февраля 1802 года[11] за польским генерал-майором князем Калистом Матвеевичем Понинским, который, по словам Булгарина, был «прекрасный мужчина, особенно в своём красном Мальтийском мундире».
- Мария Львовна (1767—после 1812), прекрасно пела и играла на арфе, в 1789 году в неё был влюблен Г. А. Потёмкин, позже стала третьей женой князя Феликса Станиславовича Любомирского (1747—1819).
- Елизавета Львовна (14.01.1770—01.07.1795), умерла девицей.

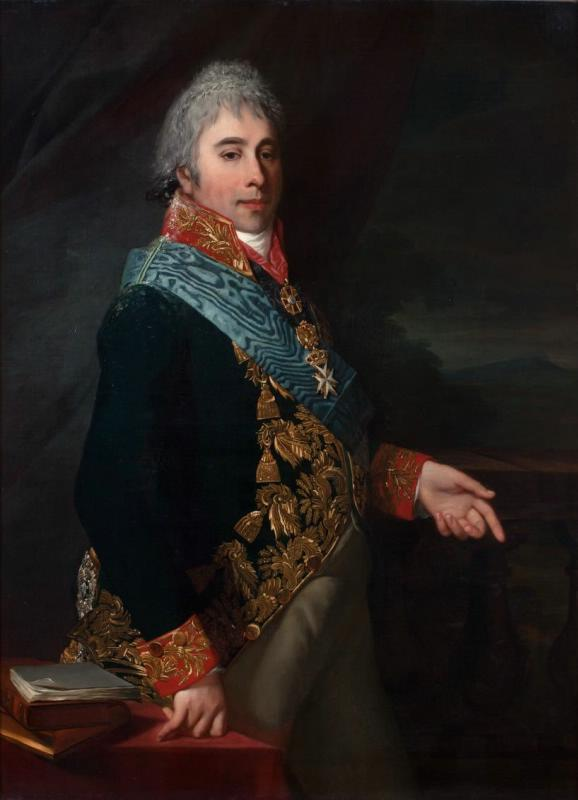
Александр Львович
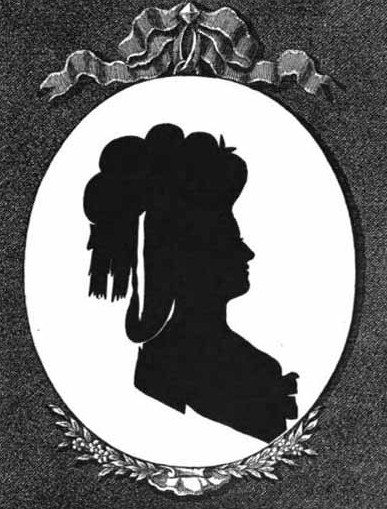
Наталья Львовна
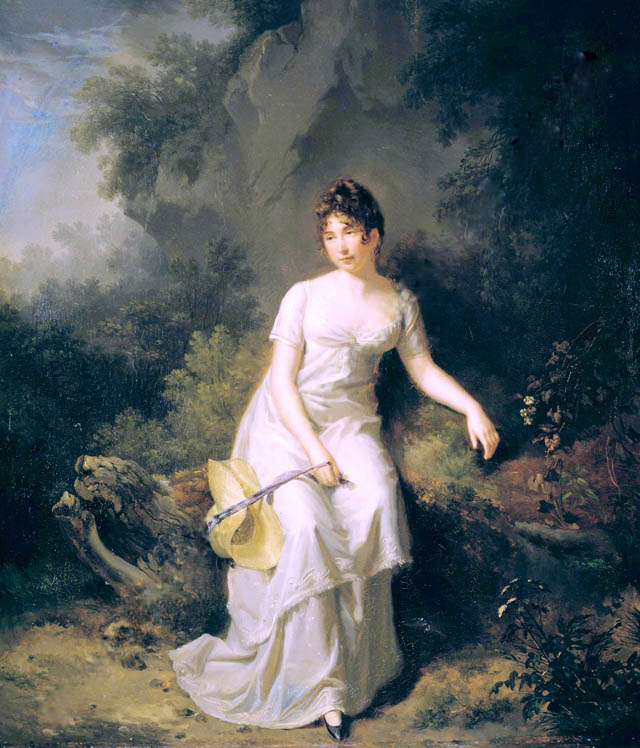
Екатерина Львовна
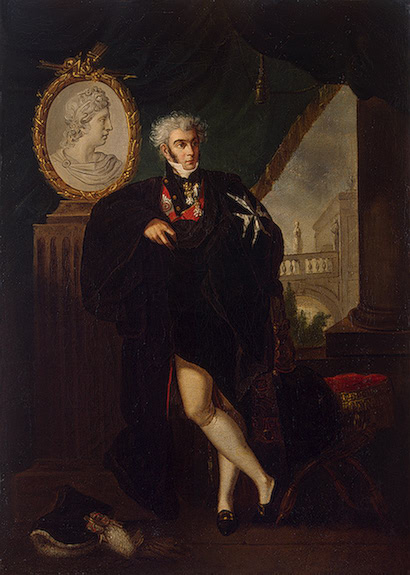
Дмитрий Львович
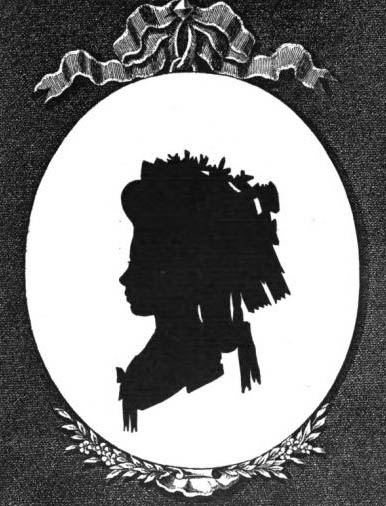
Анна Львовна
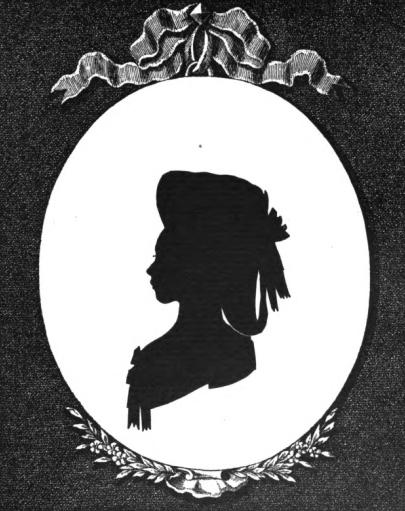
Елизавета Львовна